# Amaryllis (plantengeslacht)
Amaryllis is een geslacht van bolgewassen uit de narcisfamilie (Amaryllidaceae), dat endemisch is in Zuid-Afrika. Het geslacht is vernoemd naar een herderin uit de idyllen van de Griekse schrijver Theocritus en een pastorale van de Romeinse schrijver Vergilius.
Het geslacht werd oorspronkelijk door Carl Linnaeus veel ruimer opgevat dan tegenwoordig. In het begin van de 20e eeuw werd het geslacht beperkt tot de belladonnalelie (Amaryllis belladonna). In de plantenhandel wordt de naam nog steeds breder gebruikt, met name voor soorten uit het Zuid-Amerikaanse geslacht Hippeastrum.
In 1998 werd een tweede soort beschreven: Amaryllis paradisicola.

## Soorten
- Amaryllis belladonna L.
- Amaryllis paradisicola Snijman

... · 
Acis · 
Amaryllis · 
Boophone · 
Clivia · 
Crinum (Haaklelie) · 
Galanthus (Sneeuwklokje) · 
Hippeastrum · 
Hymenocallis · 
Leucojum (Narcisklokje) · 
Narcissus (Narcis) · 
Pancratium · 
Scadoxus · 
Sprekelia · 
Sternbergia · 
...